# 巴塔拉穆拉

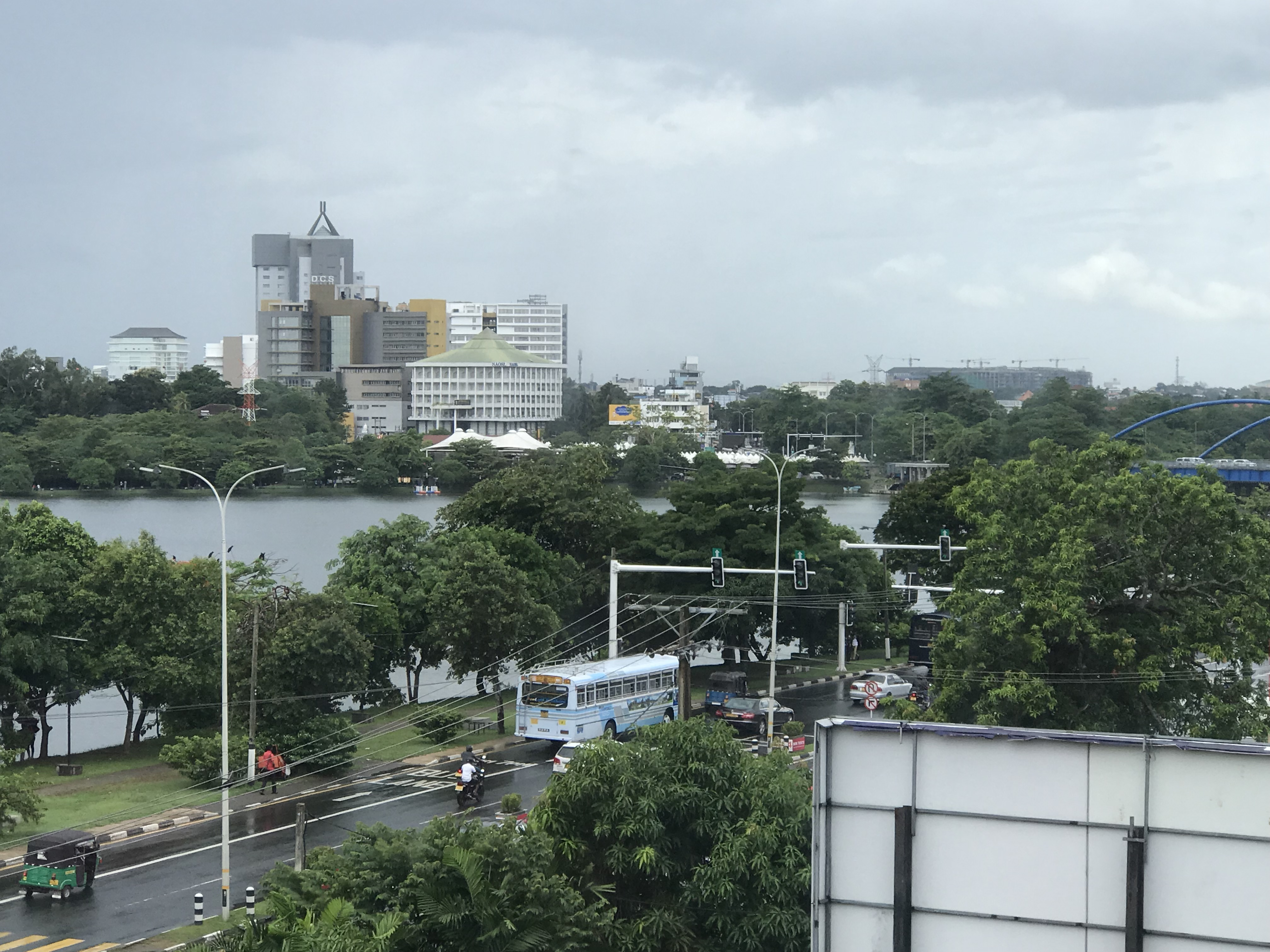
迪亚瓦纳湖畔的巴塔拉穆拉天际线

巴塔拉穆拉是斯里兰卡西部省科伦坡区的一个城镇，位于科伦坡港口以西8.4公里处，靠近斯里兰卡议会。巴塔拉穆拉是科伦坡区快速最快的行政、商业和住宅区之一，为该国精英的居住地。斯里兰卡政府将所有政府部门的总部设在巴塔拉穆拉。